# Aclerda berlesii
Aclerda berlesii är en insektsart som beskrevs av Buffa 1897. Aclerda berlesii ingår i släktet Aclerda och familjen Aclerdidae. Inga underarter finns listade i Catalogue of Life.